# Royal Air Maroc Express
Royal Air Maroc Express ook bekend onder de nieuwe naam RAM Express is een Marokkaanse regionale luchtvaartmaatschappij met haar thuisbasis in Casablanca. De luchtvaartmaatschappij is volledig onderdeel van Royal Air Maroc. Zij voert binnenlandse vluchten uit en vluchten naar regionale bestemmingen in Spanje en Portugal.

## Geschiedenis
Royal Air Maroc Express werd officieel in 2009 opgericht nadat het de regionale vluchten van Regional Air Lines had overgenomen, dat was opgegaan in Air Arabia Maroc.
Sinds november 2015 heeft de maatschappij een eigen routenetwerk en naam, nog altijd is Royal Air Maroc het moederbedrijf.

## Vloot
De vloot van RAM Express bestaat uit:
- 5 ATR 72-600 (Met een stoelconfiguratie van 12C/58Y) let op: stoelen hebben zelfde beenruimte
- Indien tijdens drukke periodes veel vraag is naar een bestemming wordt er weleens een Boeing 737 of Embraer 190 van Royal Air Maroc ingezet indien de landingsbaan dit toelaat

## Bestemmingen
| Stad        | Vliegveld Code | Vliegveld Code | Naam                             | Toesteltype | Remarks          |
| Stad        | IATA           | ICAO           | Naam                             | Toesteltype | Remarks          |
| ----------- | -------------- | -------------- | -------------------------------- | ----------- | ---------------- |
| Binnenlands |                |                |                                  |             |                  |
| Agadir      | AGA            | GMAD           | Al Massira Airport               | ATR 72      |                  |
| Al Hoceima  | AHU            | GMTA           | Cherif Al Idrissi Airport        | ATR 72      | via Tetouan      |
| Casablanca  | CMN            | GMMN           | Mohammed V International Airport | ATR 72      |                  |
| Dakhla      | VIL            | GMMH / GSVO    | Dakhla Airport                   | ATR 72      |                  |
| Errachidia  | ERH            | GMFK           | Moulay Ali Cherif Airport        | ATR 72      | seizoensgebonden |
| Fez         | FEZ            | GMFF           | Fes-Saiss Airport                | ATR 72      |                  |
| Guelmim     | GLN            | GMAT           | Guelmim Airport                  | ATR 72      | seizoensgebonden |
| El Aaiun    | EUN            | GMML / GSAI    | Hassan I Airport                 | ATR 72      |                  |
| Marrakesh   | RAK            | GMMX           | Internationale luchthaven Menara | ATR 72      |                  |
| Nador       | NDR            | GMMW           | Nador International Airport      | ATR 72      |                  |
| Ouarzazate  | OZZ            | GMMZ           | Ouarzazate Airport               | ATR 72      |                  |
| Oujda       | OUD            | GMFO           | Angads Airport                   | ATR 72      |                  |
| Rabat       | RBA            | GMME           | Rabat-Sale Airport               | ATR 72      | seizoensgebonden |
| Tanger      | TNG            | GMTT           | Ibn Batouta                      | ATR 72      |                  |
| Tan-Tan     | TTA            | GMAT           | Tan Tan Airport                  | ATR 72      | seizoensgebonden |
| Tetouan     | TTU            | GMTN           | Sania Ramel Airport              | ATR 72      |                  |
| Buitenlands |                |                |                                  |             |                  |
| Gibraltar   | GIB            | LXGB           | Gibraltar Airport                | ATR 72      | via Tanger       |
| Lissabon    | LIS            | LPPT           | Luchthaven Portela               | ATR 72      |                  |
| Madrid      | MAD            | LEMD           | Barajas Airport                  | ATR 72      |                  |
| Málaga      | AGP            | LEMG           | Málaga Airport                   | ATR 72      | seizoensgebonden |
| Tenerife    | TFN            | GCXO           | Tenerife Norte                   | ATR 72      |                  |
| Valencia    | VLC            | LEVC           | Valencia Airport                 | ATR 72      |                  |